# Каменщиков, Николай Петрович
Николай Петрович Каменщиков (Каменьщиков) (1881—1939) — русский и советский учёный, географ, астроном, педагог, профессор. Доктор астрономии Берлинского университета.

## Биография
Окончил Омский (Сибирский) кадетский корпус. Стажировался и работал в Германии.
Был ассистентом корпуса воздухоплавательной обсерватории в Линденберге (Пруссия).
Позже, преподаватель Морского и Второго кадетского императорского Петра Великого корпусов в Санкт-Петербурге.
Похоронен на Литераторских мостках Волковского православного кладбища Санкт-Петербурга.
Автор ряда научных трудов и учебников по астрономии, географии и метеорологии.

## Избранные публикации
- Исследование атмосферы / Санкт-Петербург, Воздухоплаватель, (1910)
- Неправильность постановки дела исследования атмосферы в России / Санкт-Петербург, Типо-лит. Ю. Я. Римана, (1910)
- Космография (Нач. астрономия) : Учебник для средних учебных заведений и пособие для самообразования: С 201 рис. в тексте, с приложением цветных таблиц спектров и звездной карты / Санкт-Петербург, тип. т-ва А. С. Суворина, (1912)
- Сборник задач по космографии (начальной астрономии): С приложением звездной карты небесной планисферы и четырёх таблиц / Санкт-Петербург, тип. т-ва А. С. Суворина «Новое время», (1913)
- Таблицы логарифмов с четырьмя десятичными знаками: С приложением вспомогательных таблиц по физике, химии и космографии, таблиц, упрощающих вычисления, графических таблиц логарифмов и самодельной логарифмической линейки (Пособие для средних учебных заведений / Книгоизд. т-во «Просвещение». Педагогический отд. под ред. Г. Г. Тумима, (1914)
- Сокращённый курс космографии: С 83 рис. и прил. статьями: «Что мне наблюдать на небе?», «Простейшие наблюдения» и звездные карты : Учебник для средних учебных заведений / Санкт-Петербург, тип. т-ва А. С. Суворина «Новое время», (1914)
- Солнце: Астрономический очерк (1915)
- Таблицы логарифмов с четырьмя десятичными знаками: С приложением вспомогательных таблиц по физике, химии и астрономии, таблиц, упрощающих вычисления, графической таблицы логарифмов и самодельной логарифмической линейки (Пособие для школ и для вычислений, 4-е улучшенное стереотипное издание / Государственное издательство. Москва, Петроград. Проф. Н. Каменьщиков, (1922)
- Сборник задач для астрономов-любителей[1] (1923)
- Астрономические задачи / Государственное издательство, Петроград, (1923)
- Солнце, луна и звезды (1935)
- Погода и урожай (1935)
- Методические письма по общему курсу астрономии (1935)
- Земля и её прошлое (1935)

В 1924 опубликовал перевод под своей редакцией и обработкой книги  Саймона Ньюкома (1835―1909) «Популярная астрономия».
При публикации своих работ использовал псевдонимы: Кам—ов, Н.; Македонский, Н.